# Айвазян, Харитон
Харитон Айвазян (з.-арм. Խարիտոն Այվազեան, в совр. орф. Խարիտոն Այվազյան; 8 ноября 2003 года, Ахалкалаки, Грузия) — армянский футболист, правый защитник клуба «Урарту» и молодёжной сборной Армении.

## Клубная карьера
Футболом начал заниматься в академии «Урарту» в возрасте 11 лет. В феврале 2020 года был переведён во вторую команду, выступавшую в Первой лиге. Дебютировал 28 февраля в матче против «Масиса», заменив на 85-й минуте Карена Галстяна. Первым результативным действием отметился 27 октября, отдав передачу на гол Самвеля Хакобяна в ворота «Пюника-2». За первую команду дебютировал 22 ноября, выйдя в стартовом составе на игру с «Шираком». Первым результативным действием отличился 16 апреля 2022 года, отдав пас на гол Нарека Агасаряна в ворота чаренцаванского «Вана». В составе 2022/23 оформил с клубом домашний дубль, завоевав второе чемпионство и четвёртый Кубок Армении. Летом 2023 года на правах аренды до конца года перешёл в ЦСКА. Дебютировал 30 июля в матче против своего основного клуба, выйдя в стартовом составе и забив гол. По возвращении провёл за «Урарту» в том сезоне девять матчей. В еврокубках дебютировал 11 июля 2024 года в матче первого квалификационного раунда Лиги конференций против таллинского «Калева».

## Карьера в сборной
19 февраля 2020 года был вызван на тренировочный сбор юношеской сборной, но в официальных матчах не дебютировал. В молодёжную сборную первый вызов получил 3 июня 2023 года. Дебютировал 15 июня в товарищеском матче против сборной Северной Македонии, заменив на 71-й минуте Нарека Алавердяна. В составе сборной участвовал в квалификации и к Евро 2025.

## Достижения
«Урарту»
- Чемпион Армении: 2022/23
- Обладатель Кубка Армении: 2023
- Финалист Кубка Армении (2): 2022, 2024